# Adolf Wilhelm (Sachsen-Eisenach)

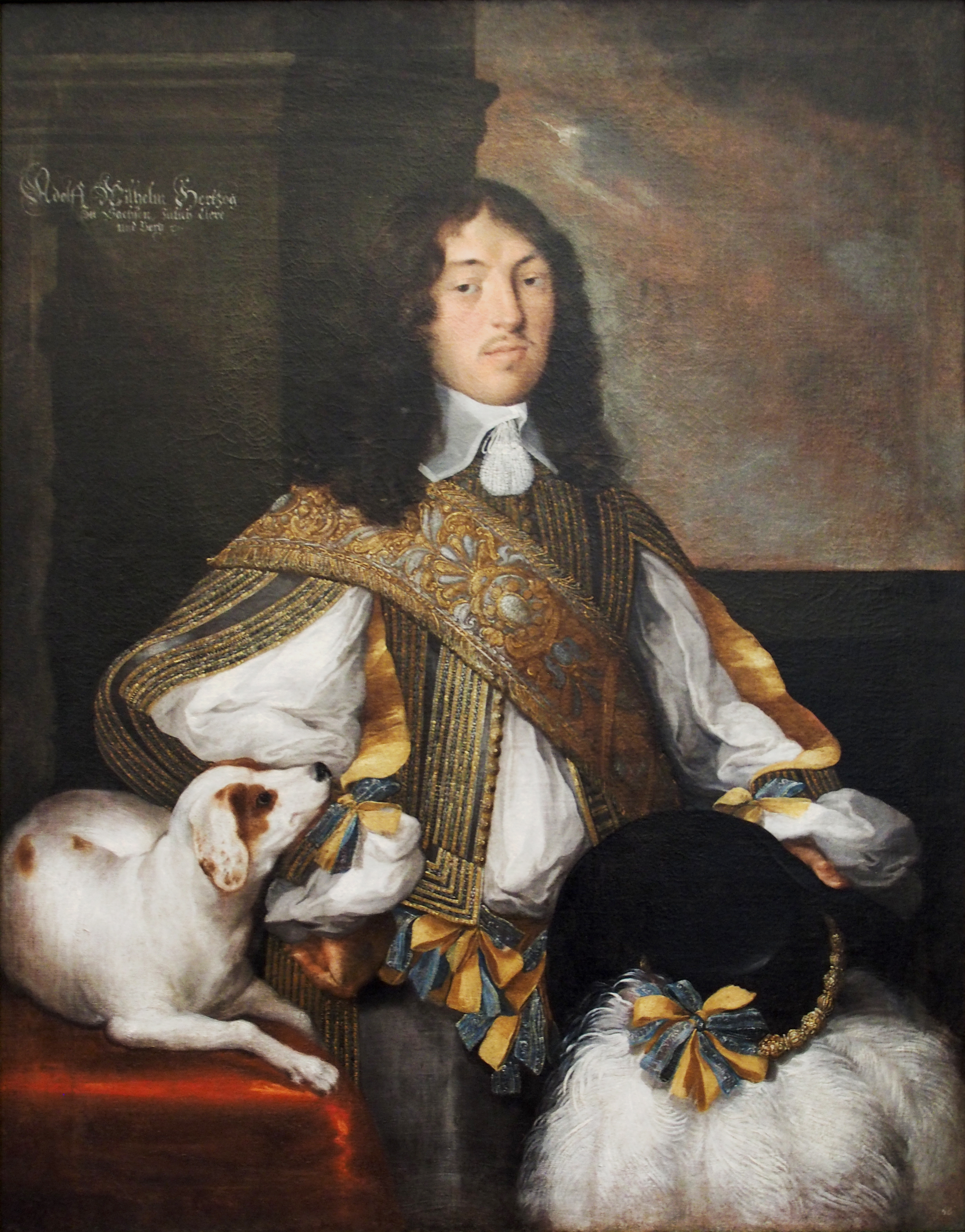
Adolf Wilhelm Herzog von Sachsen-Eisenach von Christian Richter (1587–1667)

Adolf Wilhelm (* 15. Mai 1632 in Weimar; † 21. November 1668 in Eisenach) war Herzog von Sachsen-Eisenach.

## Leben
Adolf Wilhelm war ein Sohn von Herzog Wilhelm IV. von Sachsen-Weimar und seiner Frau Eleonore Dorothea, geborene Fürstin von Anhalt. Schon in seinem neunzehnten Lebensjahr bereiste er fremde Länder, namentlich Frankreich. Im Jahr 1656 übernahm er bei König Karl X. Gustav von Schweden, der damals gegen Polen Krieg führte, Kriegsdienste als Oberst und zeichnete sich durch Mut und Tapferkeit aus. Er geriet aber bei einem Treffen auf Fünen in kaiserliche Gefangenschaft, aus welcher er durch Auswechslung gegen einen kaiserlichen Oberst befreit wurde. Als er im Jahr 1661 wieder nach Schweden gereist war, verlieh ihm König Karl Gustav die Stelle eines Generalmajors der Infanterie mit einem Gehalt von 2000 Talern.
Nach dem Tod seines Vaters im Jahre 1662 teilte Adolf Wilhelm mit seinen drei Brüdern Johann Ernst, Johann Georg und Bernhard die väterlichen Länder. Dabei erhielt er Schloss, Stadt und Amt Eisenach, Amt Gerstungen und Haus Breitenbach, Amt Lichtenberg und die Stadt Ostheim, während die Wilhelmsburg, der große welsche Garten, die Residenz Weimar, das Haus Wartburg, das Dorf Zillbach nebst dem dazugehörigen Holze, die Land- und Tranksteuer, die Saal-, Ilmen- und Werraflöße und anderes allen vier Brüdern gemeinschaftlich verblieben. Die Stadt Eisenach wurde seine Residenz, Zacharias Prueschenck von Lindenhofen, sein Geheimrat, Landesdirektor und Oberaufseher zu Eisenach.
Unter dem Gesellschaftsnamen Der Edele wurde er als Mitglied in die literarische Fruchtbringende Gesellschaft aufgenommen.
Im Jahr 1663 vermählte sich Adolf Wilhelm mit der Prinzessin Marie Elisabeth, einer Tochter des Herzogs August von Braunschweig. Er zeugte mit ihr fünf Söhne, von denen vier ihre Geburt nicht lange überlebten und der letzte (Wilhelm August), erst nach seinem Tod geboren, bereits im Alter von unter drei Jahren ebenfalls starb. Adolf Wilhelms Landesteil fiel seinen drei Brüdern zu. Er starb am 21. November 1668 in Eisenach. Seine Witwe heiratete im Jahr 1676 den Herzog Albrecht von Sachsen-Coburg und starb erst 1687.